# Charles Webster Leadbeater

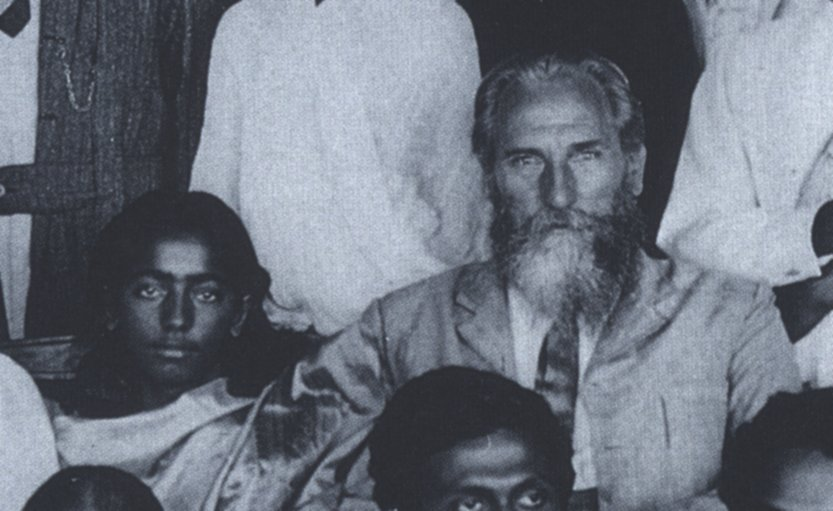

Charles Webster Leadbeater (Mánchester, 16 de febrero de 1854 - Perth, 1 de marzo de 1934) fue un influyente miembro de la Sociedad Teosófica, autor de libros de ocultismo y cofundador junto a James Ingall Wedgwood de la Iglesia Católica Liberal. Originalmente un clérigo de la Iglesia de Inglaterra, su interés por el espiritualismo provocó que se desafiliara de la Iglesia en favor de la Sociedad Teosófica, donde se asoció con Annie Besant. Se convirtió en un oficial de alto rango de la sociedad, pero renunció en 1906. Luego se mantuvo como un autor prolijo del ocultismo importante dentro de la Sociedad, hasta su muerte en 1934.

## Primeros años
Leadbeater nació en Stockport, poblado del Gran Mánchester, en Inglaterra. Su padre, Charles Leadbeater, nació en Lincoln, y su madre, Emma, nació en Liverpool. Según registros públicos era hijo único. En 1861 la familia se mudó a Londres, donde su padre fue empleado del ferrocarril, y al tiempo muere de tuberculosis, cuando Leadbeater tenía solo ocho años. Cuatro años más tarde el banco donde la familia ahorraba cayó en bancarrota. Sin el financiamiento para ir a la universidad, Leadbeater debió trabajar después de haberse graduado de la preparatoria para proveer dinero a su madre y a él. Obtuvo varios trabajos en oficinas. Por las noches cumplía un rol autodidacta. Por ejemplo, estudió astronomía y tenía un telescopio reflector de 12 pulgadas (que era bastante caro para esa época) para mirar el cielo en la noche. También aprendió idiomas, como el francés, latín y griego.
Un tío, hermano político de su padre, era el reconocido clérigo anglicano William Wolfe Capes. Gracias a su influencia, Leadbeater fue ordenado sacerdote anglicano el año 1879 en Farnham por el obispo de Winchester. Por 1881 vivía junto a su madre en una casa de campo que su tío había construido en Bramshott, donde es nombrado como «cura de Bramshott». Fue un activo profesor y ministro recordado como «un hombre brillante, animoso y de buen corazón». Por esta época, después de haber leído las sesiones de espiritismo del médium Daniel Dunglas Home, Leadbeater adquirió un gran interés por la espiritualidad.

## Unión a la Sociedad Teosófica
Su interés por el ocultismo fue estimulado por el libro Occult World (‘Mundo oculto’), de Alfred Percy Sinnett, y se unió a la Sociedad Teosófica en 1883. Al siguiente año conoció a Helena Petrovna Blavatsky cuando visitó Londres; lo aceptó como pupilo, y él se convirtió en vegetariano.
En ese tiempo recibió varias de las llamadas Cartas Mahatma, que influyeron sobre él y lo convencieron de ir a la India; arribó a Adyar en 1884. Mientras estaba en la India escribió, recibía visitas y entrenamientos de sus «maestros» que según Blavatsky eran la inspiración detrás de la formación de la Sociedad Teosófica, y de esta forma eran los guías ocultos. Este fue el inicio de una larga carrera en la sociedad.

## Director en Ceilán
Durante el 1885 Leadbeater viajó junto a Henry Steel Olcott, primer presidente de la Sociedad Teosófica, hacia Burma, en Ceilán (actual Sri Lanka). En Ceilán fundaron la Academia Budista Inglesa, con Leadbeater estableciéndose en el lugar para servir como el primer director bajo condiciones muy austeras. Este colegio se expandió gradualmente hasta convertirse en el actual Colegio Ananda (Ananda College), que ahora tiene más de 6000 estudiantes y su edificio fue nombrado por Leadbeater.

## Regreso a Inglaterra
En 1889 Sinnett pide a Leadbeater que regrese a Inglaterra para que tutele a su hijo y a George Arundale. Él accedió y llevó con él uno de sus pupilos, Curuppumullage Jinarajadasa. Aunque luchaba en contra de la pobreza, Leadbeater logra enviar a Arundale y a Jinarajadasa a la Universidad de Cambridge. Ambos, eventualmente, sirvieron como presidentes a nivel internacional de la Sociedad Teosófica. Jinarajadasa contó como Leadbeater había realizado algunas investigaciones ocultas y, por mayo del 1894 había realizado su primera lectura de una vida pasada.
Se convirtió en uno de los más reconocidos interlocutores de la Sociedad Teosófica por algunos años y fue también Secretario de la Logia de Londres.

## Poderes ocultos
Mary Lutyens declaró que en los inicios de 1895, Leadbeater y Annie Besant hicieron «...ocultas investigaciones en conjunto dentro del cosmos, el inicio de la creación, la química y la constitución de los elementos, así como visitar frecuentemente a los Maestros en sus cuerpos astrales».

## Acusaciones de pedofilia, expulsión y retorno a la Sociedad
En 1906, Leadbeater fue acusado de obligar a los adolescentes, alumnos bajo su educación, a masturbarse. Mary Lutyens reunió los testimonios de los estudiantes en el libro Krishnamurti: los años del despertar, donde afirma que los niños en cuestión habrían revelado estas prácticas a sus padres; la Sociedad Teosófica de Chicago había abordado los mismos reproches contra Leadbeater.
En 1906, se designó una comisión de la rama estadounidense de la sociedad para investigar los hechos de la pederastia en que se vio involucrado Leadbater, pero antes de la reunión este último dio su dimisión para "salvar a la sociedad de la vergüenza", como escribió Henry Steel Olcott.
Leadbeater respondió a las acusaciones diciendo que la apremiante sexualidad adolescente llevaría a sus estudiantes a tener encuentros con las prostitutas, y luego, para "protegerlos", les enseñó a descargar periódicamente la energía sexual a través de la masturbación para evitar las consecuencias kármicas y morales de las relaciones sexuales, según él ilícitas, con las niñas.[cita requerida]
En los años siguientes, Lutyens tuvo que hablar sobre la protección de los estudiantes favoritos de Leadbeater, algunos de los cuales se acostaron con él en su propia habitación y con quienes Leadbeater habría tenido sexo real. Otros miembros de la sociedad lo acusaron de haber tocado los genitales de un preadolescente.
No obstante, y la repetición de incidentes similares a lo largo de los años, ninguna de las acusaciones presentadas contra él condujo a procedimientos judiciales o fallos judiciales contra Leadbeater, especialmente porque siempre lograron escapar justo a tiempo. Un juez en un caso de custodia denunciado en India (en relación con el tutor legal de Jiddu Krishnamurti y su hermano Nityananda) observó en su reglamento que Leadbeater estaba anclado a "ideas inmorales". Esto llevó a Annie Besant, amiga y colaboradora de Leadbeater, a llevar a cabo una cobertura mediática en el London Times.
Sin embargo, era bien sabido en la Sociedad Teosófica que Leadbeater tenía una relación problemática y ambigua, especialmente en el plano sexual, con los jóvenes estudiantes con los que estaba tratando. Más tarde, en 1909 , fue rehabilitado en la Sociedad Teosófica como resultado de la presión de Annie Besant, que se había convertido en presidenta después de intensas luchas en la organización, habiéndola ejercido sobre los demás miembros.

## Descubrimiento de Krishnamurti
Leadbeater «descubrió» un joven de catorce años llamado Jiddu Krishnamurti en Adyar. Leadbeater creyó que Krishnamurti como el medio de los llamados «Maestros del Mundo», que aparecían inminentemente a él y algunos teósofos que lo esperaban. Como Moisés, Siddhārtha Gautama, Zarathustra (Zoroastro), Jesús de Nazaret, y Mahoma. El nuevo Maestro podía, divulgar una nueva religión.
Leadbeater asignó el seudónimo de Alcyone a Krishnamurti y bajo el título de Las Rasgaduras en el Velo del Tiempo, publicó cerca de 30 vidas pasadas de Alcyone en serie, en El Teosofista, revista creada en abril de 1910. «Iba desde el 22.662 a. C. hasta el 624 d. C.; Alcyone fue una hembra entre once».
Durante el verano de 1910, mientras vivía en los cuarteles de la Sociedad Teosófica (en Adyar), Leadbeater dijo haberse introducido ―mediante clarividencia― dentro del registro akásico (que ―según Madame Blavatsky― era una especie de biblioteca astral). Él grabó los resultados en el libro Man: how, whence, and whither? (Hombre: ¿Cómo, dónde y a dónde?) Las vidas pasadas de Alcyone, con bastante reputación, fueron descritas ahí. El libro también incorporó una sección teorizada del continente perdido de la Atlántida y de otras civilizaciones. El futuro, la energía nuclear usada por las sociedades en la Tierra, durante el siglo XXVIII es también descrita.
Leadbeater se estableció en India hasta 1915, siguiendo de cerca la educación de Krishnamurti; él fue movido a Australia. Durante los últimos años de los años veinte, Krishnamurti renunció al papel que Leadbeater y otros teósofos esperaban que llenara. Se desasoció de la Sociedad Teosófica y sus doctrinas y prácticas, y durante las siguientes seis décadas llegó a ser conocido como un orador influyente en temas religiosos y filosóficos, muy crítico de la teosofía.

## Australia y «La ciencia de los sacramentos»
Leadbeater fue transferido a Sídney en 1915.  Fue responsable por la construcción del Anfiteatro Estrella en la Playa Balmoral en 1924. Estando en Australia fue familiarizado con J. I. Wedgwood, un Teosofista y Obispo en la Iglesia Católica Liberal, donde fue iniciado dentro de la Co-Masonería en 1915 y más tarde consagrado como obispo de la Iglesia Católica Liberal en 1916.
El interés público por la Teosofía en Australia y Nueva Zelanda incrementó enormemente como resultado de la presencia de Leadbeater, y Sídney pudo compararse con Adyar como centro de la actividad Teosófica.
En 1922, la Sociedad Teosófica comenzó a alquilar una mansión conocida como The Manor, en la zona de suburbios de Mosman (en Sídney).  Leadbeater fue residente del lugar mientras era el director de una comunidad de teósofos.  The Manor se convirtió en un gran sitio y fue nombrado como «la más grande casa de las fuerzas del ocultismo».
Ahí aceptó mujeres como estudiantes.  Incluyó a Clara Codd, futura presidenta de la Sociedad Teosófica en Estados Unidos, la clarividente Dora van Gelder, otra futura Presidente de la Sociedad Teosófica en Estados Unidos que en los años setenta estuvo también trabajando con Delores Krieger para desarrollar la técnica del «toque terapéutico», y Mary Lutyens, quien después escribiría una biografía autorizada de Krishnamurti
Lutyens estuvo ahí en 1925, cuando Krishnamurti y su hermano Nitya estuvieron en otra casa cercana. The Manor se convirtió en uno de los tres cuarteles de la Sociedad Teosófica, los otros estando en Adyar y en los Países Bajos.  La Sociedad Teosófica compró The Manor en 1925 y durante 1951 crearon la The Manor Foundation Ltd. (fundación The Manor, responsabilidad limitada), para poseer y administrar la casa, que todavía sigue siendo ocupada por la Sociedad.
Fue durante su estadía en Australia que Leadbeater se convirtió en el obispo presidente de la Iglesia Católica Liberal, y coescribió el Libro de la liturgia para su denominación, que aún sigue en uso.  Este trabajo representó una revisión de la liturgia católica de ese entonces, para lo cual Leadbeater, buscando remover lo que él consideraba elementos indeseables, como el punto de vista antropomórfico y las expresiones de ira y miedo de Dios, que él consideraba «como un insulto tanto a la idea de amor del Padre y del hombre que creó a su semejanza»; también escribió que se había contentado con «tomar lo que Cristo enseñó acerca del Padre en el Cielo, que nunca se ha cargado con celos, ira y sed de sangre ―como el dios Jehová de Esdras, Nehemías y otros profetas― un dios que es necesario propiciar y que debe responder a constantes llamados que con su misericordia debe atender».
Así el credo de la Liturgia de la Iglesia Liberal Católica escrito por Leadbeater decía:
Creemos que Dios es amor y poder y verdad y luz; esa justicia perfecta que gobierna al mundo; todo a lo que sus hijos intentarán alcanzar en sus pies, sin embargo siguen perdidos lejos de él. Tenemos la paternidad de Dios, la hermandad del hombre; sabemos que le damos por servido mejor cuando mejor le servimos a nuestros hermanos hombres. Ahora deja su bendición caer sobre nosotros al igual que la paz por siempre. Amén.
Previo a esto Leadbeater había investigado las energías de los Sacramentos Cristianos y escribió The science of sacraments: an occult and clairvoyant study of the christian eucharist (‘la ciencia de los sacramentos: un oculto y clarividente estudio sobre la eucaristía cristiana’), uno de sus trabajos más significativos acerca del esoterismo cristiano.  En el prólogo de la última edición de este libro, John Kersey se refiere a la eucaristía propuesta por Leadbeater como «una radical reinterpretación del contexto de la eucaristía junto a un punto de vista teológico de magia esotérica y salvación universal; es el catolicismo la expresión de amor de Dios a todos, sin los límites de las agujas de la culpa y el miedo, y el falso tótem de los poderes temporales de la Iglesia».

## Reputación en la clarividencia y su legado
Leadbeater fue bien conocido y dejó una gran influencia en su trabajo por lo que ganó gran reputación por su capacidad de clarividencia, con la que, según su libro Los Chakras (The Chakras) y El hombre visible e invisible (Man, Visible and Invisible), trataba con el Aura y los Chakras. La reputación de Leadbeater con respecto a su clarividencia, en tanto, no existía sin tener errores graves. En su libro La vida interna (The Inner Life), escribió que hay una población de seres con figura humana en el planeta Marte (una creencia popular en ese entonces).
Sus escritos sobre los sacramentos y el esoterismo Cristiano sigue siendo popular, con una constante transmisión de nuevas ediciones y traducciones de su opus mágnum 'La Ciencia de los Sacramentos' (The Science of the Sacraments). Su Libro de Liturgia sigue siendo usado en algunas Iglesias Católicas Independientes y Liberales a lo largo del mundo.

## Escritos bajo su autoría
- Dreams (What they are and how they are caused) (1893).
- Theosophical Manual Nº5: The Astral Plane (Its Scenery, Inhabitants and Phenomena) (1896).
- Theosophical Manual Nº6: The Devachanic Plane or The Heaven World Its Characteristics and Inhabitants (1896).
- The Story of Atlantis (junto a William Scott-Elliot) (1896).
- Reincarnation (1898).
- Our Relation to Our Children (1898).
- Clairvoyance (1899).
- Thought Forms (junto a Annie Besant) (1901).
- An Outline of Theosophy (1902).
- Man Visible and Invisible (1902).
- Some Glimpses of Occultism, Ancient and Modern (1903).
- The Christian Creed (1904).
- The Inner Life (1911).
- The Perfume of Egypt and Other Weird Stories (1911).
- The Power and Use of Thought (1911).
- The Life After Death and How Theosophy Unveils It (1912).
- A Textbook of Theosophy (1912).
- Man: Whence, How and Whither (junto a Annie Besant) (1913).
- Vegetarianism and Occultism (1913).
- The Hidden Side of Things (1913).
- Occult Chemistry (libro) (1916).
- The Monad and Other Essays Upon the Higher Consciousness (1920).
- The Inner Side Of Christian Festivals (1920).
- The Science of the Sacraments (1920).
- The Lives of Alcyone (junto a Annie Besant) (1924).
- The Liturgy According to the Use of the Liberal Catholic Church (junto a J.I. Wedgwood) (Segunda Edición) (1924).
- The Masters and the Path (1925). Traducido como los Maestros y el Sendero por Federico Climent Terrer (1865-1945), publicado en Barcelona, 1927
- Talks on the Path of Occultism (1926).
- Glimpses of Masonic History (1926) (Después publicado en 1986 como Ancient Mystic Rites).
- The Hidden Life in Freemasonry (1926).  Traducido como La Vida Oculta en la Masonería,  por Federico Climent Terrer (1865-1945),publicado en Barcelona, 1927
- The Chakras (1927) (Publicado por la Casa de Publicación Teosófica, Wheaton, Illinois, USA). Traducido como Los Chakras,  por Federico Climent Terrer (1865-1945), publicado en Barcelona, 1927
- Spiritualism and Theosophy Scientifically Examined and Carefully Described (1928).
- The Noble Eightfold Path (1955).
- Messages from the Unseen (1931).